# 白石郵便局
白石郵便局（しろいしゆうびんきょく）
- 宮城県白石市にある郵便局。本記事にて記述。
- 佐賀県杵島郡白石町にある郵便局。局番号は77103。

白石郵便局（しろいしゆうびんきょく）は、宮城県白石市城北町にある郵便局。民営化前の分類では集配普通郵便局であった。局番号は81006。

## 概要
住所：〒989-0299 宮城県白石市城北町1番25号

### 出張所（局外設置ATM）
民営化後は、すべてゆうちょ銀行仙台支店の管轄となった。
- 白石ショッピングセンターセラビ内出張所（ATMホリデーサービス実施）

## 沿革
- 1872年（明治5年）旧7月 - 白石郵便取扱所として開設[1]。
- 1873年（明治6年） - 白石郵便役所となる。
- 1875年（明治8年）1月1日 - 白石郵便局（四等）となる。同年、為替取扱を開始。
- 1879年（明治12年） - 貯金取扱を開始。
- 1889年（明治22年）2月16日 - 白石郵便電信局となる。
- 1903年（明治36年）4月1日 - 通信官署官制の施行に伴い白石郵便局となる。
- 1949年（昭和24年）
  - 3月15日 - 特定郵便局から普通郵便局に局種別改定[2]。
  - 6月1日 - 逓信省が郵政省と電気通信省に分割するのに伴って、白石郵便局と白石電報電話局に分割[3]。
- 1958年（昭和33年）3月30日 - 電話通話および和文電報受付事務の取扱を開始。
- 1959年（昭和34年）7月 - 局舎新築落成。
- 1987年（昭和62年）7月 - 局舎新築。
- 1988年（昭和63年）10月17日 - 大鷹沢郵便局、小原郵便局から集配業務を移管。
- 1992年（平成4年）3月31日 - 鎌先郵便局の廃止に伴い、取扱事務を継承。
- 1992年（平成4年）8月3日 - 外国通貨の両替および旅行小切手の売買に関する業務取扱を開始。
- 2006年（平成18年）10月2日 - 越河郵便局、北白川郵便局から集配業務を移管[4]。
- 2007年（平成19年）10月1日 - 民営化に伴い、併設された郵便事業白石支店に一部業務を移管。
- 2012年（平成24年）10月1日 - 日本郵便株式会社発足に伴い、郵便事業白石支店を白石郵便局に統合。

## 取扱内容
- 郵便、印紙、ゆうパック、内容証明
- 貯金、為替、振替、振込、国際送金、国債、投資信託
- 生命保険、バイク自賠責保険、がん保険、引受条件緩和型医療保険
- ゆうちょ銀行ATM（振替機能対応・ホリデーサービス実施）
- 白石市内全域（〒989-01xx、-02xx、-11xx）の集配業務
- ゆうゆう窓口

## 周辺
- 白石消防署
- 仙南信用金庫本店
- 国道113号
- 白石川

## アクセス
- JR東北本線 白石駅から徒歩約10分
- ミヤコーバス、白石市民バス 亘理町停留所下車
- 東北自動車道 白石ICから南西へ約4km
- 駐車場あり：14台